# Hermanus Willem Koekkoek

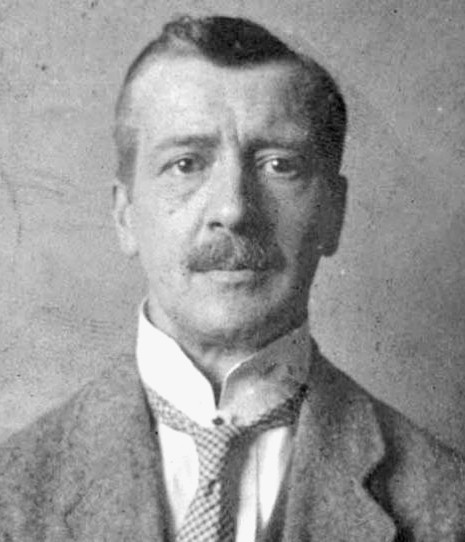
Hermanus Willem Koekkoek

Hermanus Willem Koekkoek (* 7. Januar 1867 in Amsterdam, Königreich der Niederlande; † 9. September 1929 ebenda) war ein niederländischer Militär-, Landschafts- und Marinemaler, Zeichner, Aquarellist und Illustrator.

## Leben
Hermanus Willem Koekkoek stammte aus der niederländischen Malerfamilie Koekkoek. Der Künstler war der älteste der zwei Söhne des Malers Willem Koekkoek und der Johanna Hermina sowie Enkel des Malers Hermanus Koekkoek der Ältere und Urenkel des Malers Johannes Hermanus Koekkoek. Sein Bruder war der Maler Marinus Adrianus Koekkoek der Jüngere.
Sein Vater unterwies ihn in Malerei. Er lebte und arbeitete zunächst in Amsterdam, dann von 1887 bis 1891 in London, wo seine Onkel Hermanus Koekkoek der Jüngere und Barend Hendrik Koekkoek einen Kunsthandel betrieben. Danach ging er wieder nach Amsterdam, kehrte aber im Jahre 1901 nach London zurück. Anfang der 1920er Jahre schließlich kehrte er in seine Heimatstadt zurück, wo er im Alter von 62 Jahren 1929 verstarb.
Als Maler von militärischen Szenen war Hermanus Willem Koekkoek einer der wenigen niederländischen Maler, die das Genre der Militärmalerei bedienten. Viele seiner Werke haben militärische Operationen des Deutsch-Französischen Kriegs von 1870 bis 1871 zum Thema, wofür er akribisch historische Forschung betrieb. Vorzugsweise malte er Angriffe von Reitereien, aber auch das alltägliche Leben der Soldaten. Als Illustrator war er für die britischen Publikationen The Illustrated London News, The Sketch und The Royal Magazine tätig, für die er Zeichnungen von militärischen Operationen im Zweiten Burenkrieg (1899–1902) in Südafrika anfertigte,
wurde aber auch als Zeichner am königlichen Hof bekannt. Während des Ersten Weltkriegs erschienen seine Illustrationen regelmäßig in Militärmagazinen. In London und nach seiner Rückkehr in die Niederlande arbeitete Koekkoek für Williams & Sutch: The United Arts Gallery, die seine Bilder unter anderem in die Vereinigten Staaten und nach Kanada verkauften. Neben seien Militäransichten malte er impressionistische Landschaften, Stadtansichten und einige Stillleben. Er zeigte seine Arbeiten bei niederländischen Kunsthändlern wie Oldenzeel in Rotterdam und Th. Flachs in Amsterdam. Einige seiner Werke sind heute im Koninklijk Nederlands Legermuseum in Delft zu sehen.
Koekkoek hatte mit Louise Johannah de Layen eine Tochter, Louise Hermina Carry May Koekkoek (1898–1989), die Bildhauerin und Malerin wurde und unter anderem eine Porträtbüste von ihm anfertigte. Die Büste befindet sich im B.C. Koekkoek-Haus in Kleve.

## Werke (Auswahl)

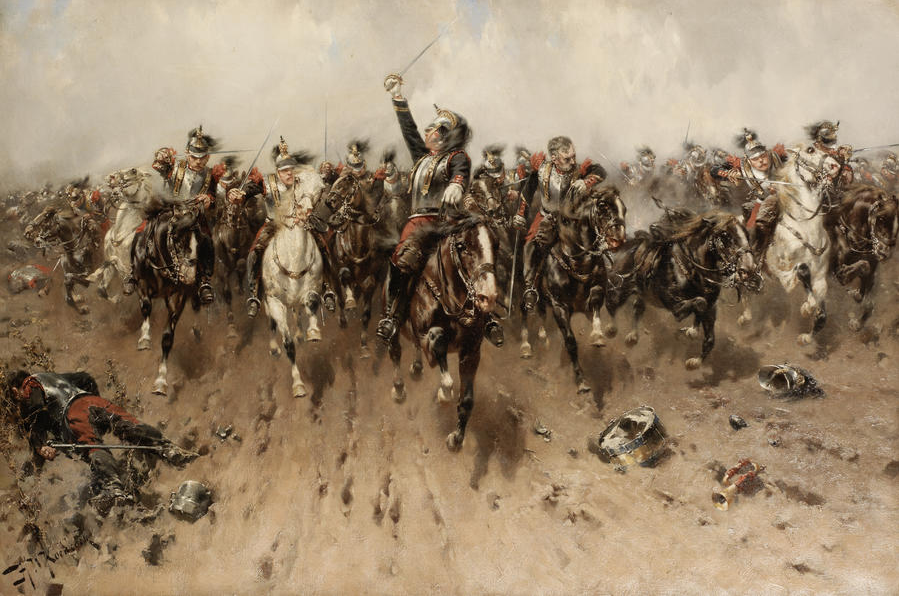
Der Angriff, um 1890
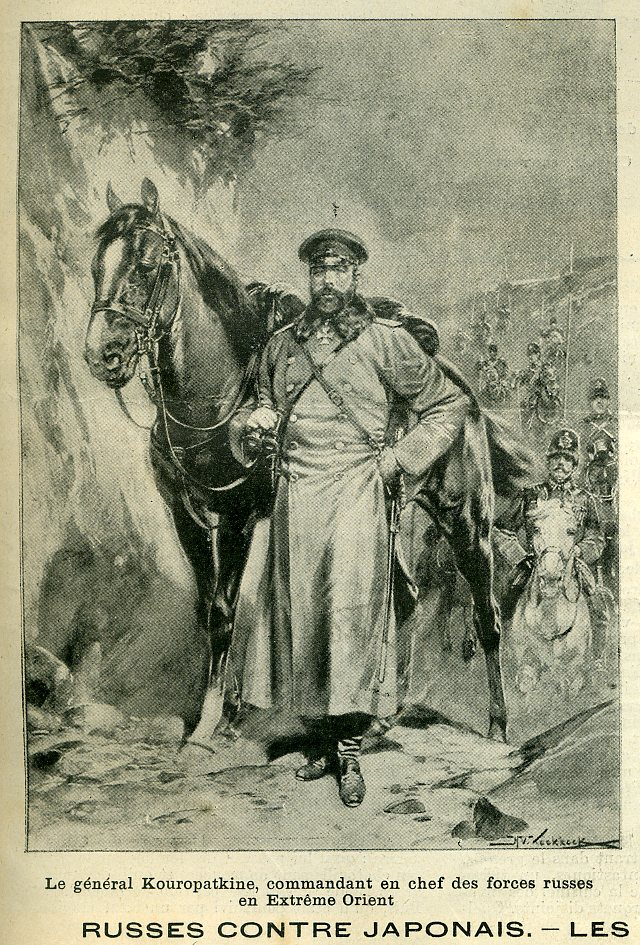
Général Kouropatkine, russischer General, erschienen am 12. Juni 1904
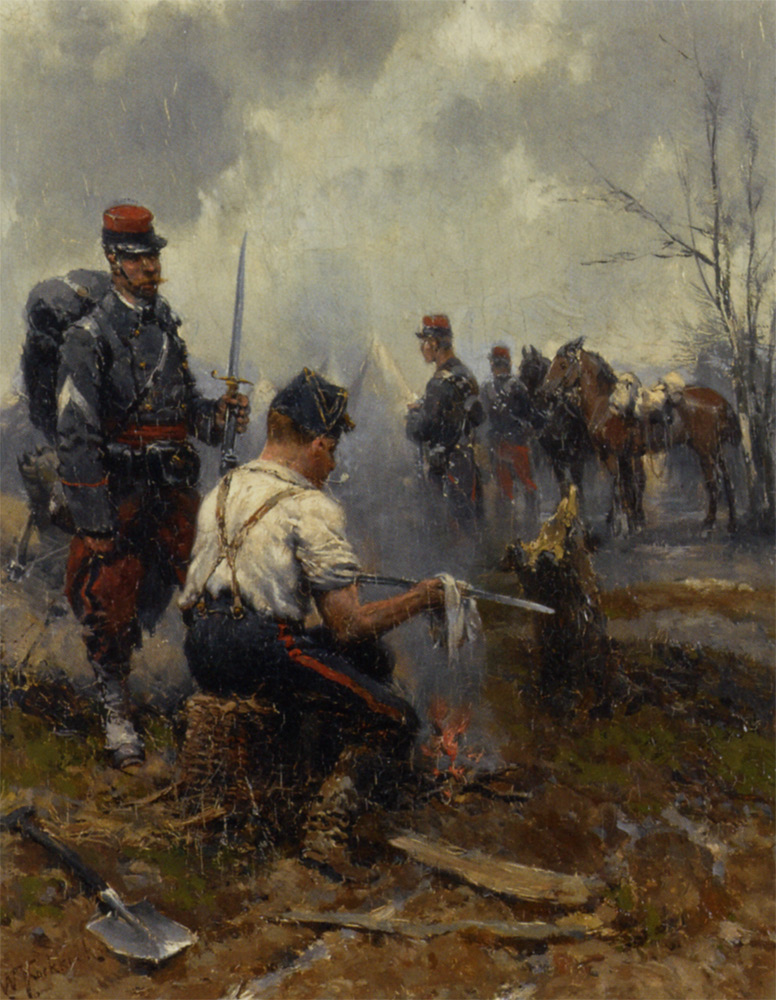
Reinigen der Schwerter, um 1890
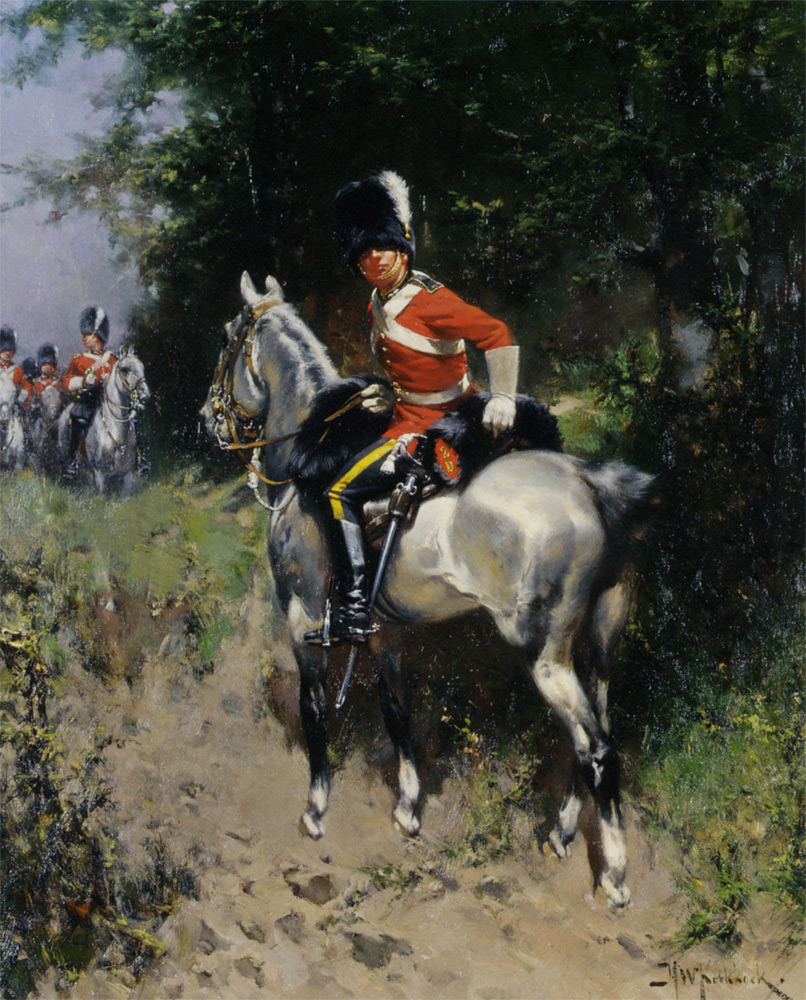
Husaren, um 1890